# جيفري جاي ميلر
جيفري جاي ميلر (بالإنجليزية: Jeffrey J. Miller)‏ هو مؤرخ وكاتب أمريكي، ولد في 1961.